# Marx Sittich von Wolkenstein
Marx Sittich von Wolkenstein (* 11. Mai 1563 wahrscheinlich auf der Trostburg, heute Waidbruck; † zwischen 12. Oktober und 2. November 1619 wahrscheinlich auf Burg Rafenstein, heute zu Bozen) war ein Adeliger aus dem Haus Wolkenstein-Trostburg. Er gilt als der erste Chronist Südtirols.

## Leben
Marx Sittich war das sechzehnte Kind des Tiroler Landeshauptmanns Wilhelm II. Freiherr von Wolkenstein († 1577) und dessen zweiter Ehefrau Benigna von Annenberg. Er scheint eine adelige Erziehung in der tradierten Form als Schildknappe erfahren haben; im Gegensatz zu seinem älteren Bruder Engelhard Dietrich oder den zeitgenössischen Verwandten aus der Linie Wolkenstein-Rodenegg genoss er jedoch keine humanistische oder gar akademische Ausbildung. Nach dem Tod seines Vaters schloss er sich zunächst dem Gefolge des Kardinals Andreas von Österreich auf dessen Zug nach Italien an. Ab 1579 reiste er auf eigene Kosten nach Spanien und in die Niederlande und gelangte schließlich in spanische Kriegsdienste. 1588 kehrte er nach Tirol zurück und führte das Leben eines Landedelmanns. 1599 erwarb er Burg Rafenstein, die von da an sein Hauptwohnsitz wurde. 
Ab etwa 1600 begann er mit der Abfassung seiner als „Chronik“ bezeichneten Landesbeschreibung Tirols (mit Schwerpunkt auf dem heutigen Südtirol). Anders als das ähnlich gelagerte Werk Matthias Burglechners, das im landesfürstlichen Auftrag entstand, entsprang die Landesbeschreibung allein Wolkensteins eigenem Antrieb. Als Motiv führt er selbst sowohl ethische („miessiggang gebirt laster, so hab ich mich befleissen sollen, disem lasterhaften miessiggang mit einem ehr- und loblichen exercitio zu begegnen“) als auch privat-patriotische („Habe (ich) mich unterstanden, meinem vaterland, der hochlöblichen grafschaft Tyrol, (zu) beschreiben […], so zu dero lob und wirde dienen mag“) Gründe an. Ein Anlass zur Beschäftigung mit der Landesgeschichte mögen aber auch die vielen Rechtshändel gewesen sein, in die Marx Sittich von Wolkenstein verwickelt war, und in denen historische Besitzstände immer wieder zur Begründung der Rechtspositionen herangezogen wurden. Bedeutsam sind auch personengeschichtliche Detailinformationen zu den tirolischen Klöstern, deren Abts- und Propstlisten – vielfach in sehr komprimierter Form – Wolkenstein im 13. Buch seiner Aufzeichnungen bietet.
Die Landesbeschreibung umfasste folgende handschriftlich verfasste Bände, die nur teilweise erhalten sind (die Inhaltsbeschreibungen der verschollenen Bände sind erschlossen):
- 1. Buch: allgemeine Landesbeschreibung von Tirol (in Abschrift aus dem 18. Jahrhundert erhalten)
- 2. Buch: die sagenhaften deutschen Könige, teilweise in Bayern, von Tuisco bis „Bernpeint“, „Cotz, Diet und Creitschier“ (verschollen)
- 3. Buch: Unterwerfung durch die bzw. Kampf mit den Römern, bis ins 5. Jahrhundert mit König Günther „auß Düringen“, Dietrich [von Bern] und dem hl. Severin (verschollen)
- 4. Buch: Geschichte Bayerns bis zur Mitte des 8. Jahrhunderts (als Abschrift erhalten)
- 5. Buch: die Karolinger (verschollen)
- 6. Buch: das Haus Sachsen, die Welfen, bis zur Leihe Tirols an die Andechser (verschollen)
- 7. Buch: die Andechs-Meranier (verschollen)
- 8. Buch: die Grafen von Tirol und ihr Andechser Erbe (verschollen)
- 9. Buch: die Grafen von Görz (verschollen)
- 10. Buch: die Habsburger (verschollen)
- 11. Buch: das Hochstift Trient
- 12. Buch: das Hochstift Brixen
- 13. Buch: Beschreibung der Klöster Tirols
- 14. Buch: Beschreibung der Landgerichte der Grafschaft Tirol an den Welschen Konfinen, im Etsch-, Eisack- und Pustertal

## Werke
- Otto Stolz, Hans Kramer u. a. (Hrsg.): Marx Sittich von Wolkenstein. Landesbeschreibung von Südtirol, verfasst um 1600. Erstmals aus den Handschriften herausgegeben von einer Arbeitsgemeinschaft von Innsbrucker Historikern [Festgabe zu Hermann Wopfners sechzigstem Lebensjahr] (= Schlern-Schriften. Veröffentlichungen zur Landeskunde von Südtirol. Band 34). Universitätsverlag Wagner, Innsbruck 1936, OCLC 162774458 (Digitalisat).

## Familie
Marcus Sittich war in erster Ehe 1589 mit Anna Maria Gräfin Trautson († 17. März 1602) verheiratet, Kinder waren Anna Maria (1595–1617), verehelicht mit Georg Wilhelm von Arz, und Marcus Oswald (1592–1636), der mit Anna Maria Khuen von Belasy die Linie fortführte. Am 16. April 1603 vermählte er sich in zweiter Ehe mit Victoria Gräfin Arco, Witwe des Hieronymus von Lodron. Mit ihr hatte er die Kinder Wilhelm Pius, vermählt mit Anna von Firmian, und Maria Anna, die Ferdinand Freiherr von Schneeberg als Gemahl hatte.